# Владимир Аврамов (цигулар)
Вижте пояснителната страница за други личности с името Владимир Аврамов.
Владимир Аврамов Аврамов е български цигулар и музикален педагог.

## Биография
Владимир Аврамов е роден в София на 3 декември 1909 година. Първоначално учи цигулка при Христо Петков и Саша Попов. През 1928 година започва да учи право в Софийския университет „Свети Климент Охридски“, но две години по-късно заминава за Прага, където през 1933 година завършва Немската музикална академия – цигулка при Ханс Кох и камерна музика при Леополд Крамер.
От 1935 до 1942 година Аврамов свири в оркестъра на Националната опера и балет в София. От 1937 година преподава в Държавната музикална академия, където след 1947 година оглавява катедрата по струнни инструменти, през 1955 – 1959 година е декан на Инструменталния факултет, а през 1962 – 1968 година е ректор. През 1964 година участва в основаването на филиала на академията в Пловдив, преобразуван по-късно в днешната Академия за музикално, танцово и изобразително изкуство.
През 1938 година създава камерния оркестър Български струнен квартет, преименуван през 1948 година на Държавен радиоквартет „Аврамов“. Квартетът представя за първи път в България огромен брой творби от класическото музикално наследство, изпълнява и популяризира множество произведения от български композитори: Марин Големинов, Любомир Пипков, Панчо Владигеров, Веселин Стоянов, Парашкев Хаджиев, Боян Икономов, Константин Илиев, Цветан Цветанов, Димитър Сагаев, Пенчо Стоянов, Димитър Тъпков и други.
Забележителен педагог – професор Владимир Аврамов е „всепризнат доайен на българската цигулкова школа“ (Н.Тодоров). Негови възпитаници са по-голямата част от известните изпълнители и педагози: професорите Боян Лечев, Емил Камиларов, Георги Бадев, Антон Хаджиатанасов, Недялчо Тодоров, Ангел Станков, Йосиф Радионов и други, както и изтъкнатите изпълнители Любен Йорданов, Георги Байнов, Николай Марангозов, Мичо Димитров, Валентин Стефанов, Петър Делчев, Владимир Атанасов, Недко Боянов и много други.
Аврамов е лектор в международните музикални семинари във Ваймар и Баден-Баден (Германия), Ланцут (Полша) и гост-професор в Мичиганския университет (САЩ). Участва в журита на международните конкурси за цигулари „П. И. Чайковски“ (Москва), „Кралица Елизабет“ (Брюксел), „Х. Виенявски“ (Познан), „Й. С. Бах“ (Лайпциг), „Н. Паганини“ (Генуа), „Ж. Тибо“ (Париж), „К. Флеш“ (Лондон), „Фр. Крайслер“ (Виена) и други, на международни конкурси за струнни квартети и други камерни състави (Прага, Будапеща, Париж, Портсмът, Санкт Петербург) и други. Авторитетен музикален деятел – професор Владимир Аврамов е основател и ръководител на редица национални и международни музикални прояви в България. Председател е на организационния комитет на Националния конкурс „Св. Обретенов“ в Провадия (1970– 1996) и негов почетен председател (от 1996 г.). Голям е приносът му за откриването на Международния фестивал на камерната музика в Пловдив.
Владимир Аврамов умира на 22 март 2007 година в София.

## Награди и отличия
- Почетен знак на Пловдив (1966)
- Доктор хонорис кауза на Академията за музикално, танцово и изобразително изкуство в Пловдив (1994)[1]
- Доктор хонорис кауза на Националната музикална академия в София (1998)[1]
- Почетен знак на Пловдив (1999)
- Орден „Стара планина“ I степен (2003)[2]